# كفران
كفران هي قرية في مقاطعة أصفهان، إيران. عدد سكان هذه القرية هو 2,349 في سنة 2006.